# Rózsásmellű magvágó
A rózsásmellű magvágó vagy rózsásmellű kardinális (Pheucticus ludovicianus) a madarak osztályának verébalakúak (Passeriformes) rendjébe és a kardinálispintyfélék (Cardinalidae) családjába tartozó faj.

## Rendszerezése
A fajt Carl von Linné svéd természettudós írta le 1766-ban, a Loxia nembe Loxia ludoviciana néven.

## Előfordulása
Kanadában és  az Amerikai Egyesült Államok északkeleti részein költ, telelni Mexikó, Közép-Amerika, a Karib-térség, valamint Peru és Venezuela területére vonul. Természetes élőhelyei a tűlevelű erdők, mérsékelt övi erdők, szubtrópusi és trópusi száraz erdők, síkvidéki és hegyi esőerdők, valamint másodlagos erdők, ültetvények és vidéki kertek.

## Megjelenése
Testhossza 20 centiméter, szárnyfesztávolsága 29–33 centiméter, testtömege pedig 34–56 gramm.
|  |  |

## Életmódja
Tápláléka magvakból, virágokból, gyümölcsökből, rügyekből és rovarokból áll.

## Szaporodása
Gallyakból a fákra építi csésze alakú fészkét. Fészekalja 3-5 tojásból áll, melyen 13 napot kotlik.

## Természetvédelmi helyzete
Az elterjedési területe rendkívül nagy, egyedszáma ugyan csökken, de még nem éri el a kritikus szintet. A Természetvédelmi Világszövetség Vörös listáján nem fenyegetett fajként szerepel.